# Joan Baptista Torelló
Joan Baptista Torelló Barenys (Barcellona, 7 novembre 1920 – Vienna, 15 agosto 2011) è stato un presbitero, teologo e psichiatra spagnolo.

## Biografia
Nato in una famiglia profondamente cristiana, Joan Baptista era il terzo di cinque figli. La sorella maggiore era madre di nove figli. Aveva due fratelli membri della Compagnia di Gesù e la sorella minore era Priora del monastero dei Carmelitani Scalzi di Santa Maria de Pedralbes a Barcellona. Completò gli studi secondari durante la guerra civile spagnola. Successivamente, studiò medicina all'Università di Barcellona e conseguì il dottorato all’Università di Madrid, con una tesi in psicologia. Infine ottenne la specializzazione in neurologia e psichiatria.
Nel 1940 conobbe san Josemaría Escrivá a Barcellona. Pochi mesi dopo, nel marzo del 1941, chiese l’ammissione all'Opus Dei come numerario.
Durante gli studi di medicina partecipò alle attività di un gruppo clandestino antifranchista e catalanista chiamato L'Estudi che si proponeva di difendere la cultura catalana. Era formato da poeti, intellettuali, pittori, attori e artisti. Tra questi, Ramón Aramón Serra, Salvador Espriu e Josep Lleonart Maragall. In questo gruppo si coltivava la cultura e la lingua catalana, all’epoca vietate da regime franchista.
Fu ordinato sacerdote dal vescovo ausiliare di Madrid, mons. Casimiro Morcillo, il 6 giugno 1948. La cerimonia si svolse nella chiesa parrocchiale del villaggio di Barajas. Il 17 giugno dello stesso anno si trasferì a Roma. Nella Città eterna conseguì il dottorato in Teologia presso la Pontificia Università San Tommaso d'Aquino. Tra il 1949 e il 1956 visse a Palermo dove svolse la sua attività pastorale. A partire dal 1956 si trasferì a Zurigo. Tornò in Italia due anni dopo quando fu nominato vicario regionale dell'Opus Dei per l’Italia.
Nel 1964 si spostò a Vienna e, nel 1966, divenne vicario regionale dell'Opus Dei in Austria. Oltre all'attività di vicario regionale, fu nominato rettore della chiesa di San Pietro dal cardinale Franz König, incarico che ricoprì fino al 1995.
Tutto il suo lavoro pastorale nella capitale austriaca fu incentrato sulla trasmissione del messaggio della chiamata universale alla santità, fulcro dello spirito dell’Opus Dei. È considerato un eccellente pastore d’anime e un predicatore instancabile. Forte della sua esperienza pastorale e medica, fu invitato a tenere corsi e conferenze in vari paesi europei tra cui Cecoslovacchia, Croazia, Germania, Italia, Spagna e Svizzera.
Nel corso degli anni, Joan Baptista Torelló è stato visiting professor di psicologia presso le università di Palermo e Milano. Inoltre, è stato docente presso il Convitto Ecclesiastico e la Facoltà di Scienze Sociali dell'Università di Palermo. Ha tenuto corsi presso l'Istituto di Istruzione Superiore Cristoforo Marzoli di Palazzolo sull'Oglio (Brescia). Infine, nel 2000 fu nominato professore associato di Teologia spirituale presso la Pontificia Università della Santa Croce.
Fu consigliere dell’allora arcivescovo di Vienna, cardinale Franz König. Nel corso della sua permanenza viennese, strinse amicizia con varie personalità tra cui il sindaco di Vienna Helmut Zilk e sua moglie Dagmar Koller, lo psichiatra Viktor Frankl e il presidente della Caritas di Vienna, monsignor Leopold Ungar.
Morì nella sua residenza, l'ex canonica della chiesa di San Pietro nel centro di Vienna. È sepolto nell'Ottakringer Friedhof.
Nel 2023 è stato costituito il Gruppo di ricerca in Psicologia e Vita Spirituale Cristiana intitolato a Joan Baptista Torelló presso la Pontificia Università della Santa Croce.

## Opere
- Torellò J.B., Impazziti di luce. Scritti di psicologia spirituale, Ed. Ares, Milano 2017.
- Torellò J.B., Psicologia y vida espiritual, Rialp, Madrid 2008.
- Torellò J.B., Psicanalisi e/o confessione?, Ed. Ares, Milano 2007.
- Torellò J.B., La famiglia: personaggi & interpreti, Ed. Ares, Milano 2007.
- Torellò J.B., Dalle mura di Gerico, Ed. Ares, Milano 1988.
- Torellò J.B., Sexo y personalidad, EUNSA, Pamplona 1975.
- Torellò J.B., Psicología abierta, Rialp, Madrid 1972.